# Хасдрубал Красивия
Вижте пояснителната страница за други личности с името Хасдрубал.
Хасдрубал (на латински: Hasdrubal, * 270 пр.н.е.; † 221 пр.н.е.), наричан „Хасдрубал Красивия“ е генерал на Картаген  и зет на Хамилкар Барка, бащата на Ханибал и Магон Барка.
Хасдрубал се жени за дъщерята на Хамилкар Барка. През 237 пр.н.е. заедно с Хамилкар Барка отиват в Испания, където има картагенски владения. След смъртта на Хамилкар Барка през 229 пр.н.е. той поема главното командване в Испания и подчинява голяма част от Иберийския полуостров, като около 227 пр.н.е. основава град Нови Картаген, днешен Картахена. Той потушава бунт на нумидийците в Северна Африка.
През 226 пр.н.е. той сключва с римляните т.нар. „договор Ебро“, който според историка Полибий му забранява да прекосява река Ебро за военни цели. Хасдрубал е убит през 221 пр.н.е. от иберийски роб.